# La Planète des cons
Pour plus de détails, voir Fiche technique et Distribution.
La Planète des cons est un téléfilm français réalisé par Gilles Galud et Charlie Dupont et diffusé pour la première fois le 19 juin 2013 sur Canal+.

## Synopsis
Un homme prénommé Boris fait le vœu de faire disparaître les cons. Celui-ci est exaucé et certains cons sont téléportés sur une autre planète. Accidentellement, Boris sera également téléporté vers cette planète.

## Fiche technique
- Réalisation : Gilles Galud et Charlie Dupont.
- Durée : 98 min
- Scénario : Julien Simonet et Philippe Plunian sur une idée de Laurent Foulon
- Producteur : La Parisienne d'Images
- Image : Bruno Degrave
- Compositeur : ...

## Distribution
- Thomas Séraphine : Boris, le misanthrope.
- Stéphanie Crayencour : Jennifer, la blonde.
- Claire Pataut : L'assistante de direction féministe.
- Arnaud Ducret : le violent.
- Pierre Boulanger : Paolo, le beau gosse.
- Issa Doumbia : Bun, le « trop gentil ».
- Frédéric van den Driessche : Jean-Patrick Hénard, l'élite de la nation.
- Charlie Dupont : Sam, le collègue et ami de Boris.